# David Hayter
David Bryan Hayter (Santa Monica, 6 febbraio 1969) è un attore, doppiatore e sceneggiatore statunitense con cittadinanza canadese.
È conosciuto principalmente per aver doppiato i personaggi di Solid Snake e Big Boss, nella popolare serie di videogiochi Metal Gear, e per aver scritto la sceneggiatura dei film X-Men, X-Men 2 e Watchmen.

## Biografia
David Hayter è nato in California da genitori canadesi. Ha iniziato a lavorare all'età di nove anni. Ha anche recitato dal vivo nei primi anni novanta, ma si è successivamente interessato al doppiaggio dopo aver effettuato un cameo nella serie Agli ordini papà (Major Dad), e più tardi è approdato al ruolo di Capitan America nella popolare serie animata Spider-Man: The Animated Series nel 1994. Ha prestato inoltre la voce ad Arsenio Lupin III nella versione in lingua inglese del film d'animazione Il castello di Cagliostro.
Nel 1998, David Hayter ha doppiato Solid Snake nel videogioco Metal Gear Solid, titolo di grande successo per PlayStation. Ha continuato a doppiare Snake nei successivi giochi della serie (Metal Gear Solid 2: Sons of Liberty e Metal Gear Solid: The Twin Snakes, remake del primo Metal Gear Solid), nonché Naked Snake nei prequel Metal Gear Solid 3: Snake Eater, Metal Gear Solid: Portable Ops e Metal Gear Solid: Peace Walker. Hayter ha dato inoltre la voce a Solid Snake in Metal Gear Solid 4: Guns of the Patriots ed in Super Smash Bros. Brawl. Ha partecipato anche al casting come protagonista per il film di Metal Gear Solid, proponendo persino una sua sceneggiatura, non riuscendo però a ottenere la parte.
Hayter ha dato anche la voce a personaggi di altri videogiochi come Eternal Darkness: Sanity's Requiem.
Dal 2015 interpreta il supercriminale King Shark nella serie televisiva The Flash.

## Filmografia parziale

### Regista
- Chasm - cortometraggio (2010)
- Wolves (2014)

### Doppiatore
- Lupin III - Il castello di Cagliostro (1979): Arsenio Lupin III
- Jûichi-nin iru! (1986)
- Gundam 0080: War In the Pocket (1989) (miniserie)
- Présumé dangereux (1990)
- Giant Robo: The Animation (1991) (V)
- Moldiver (Morudaibâ) (1993): Hiroshi Ozora
- Yu Yu Hakusho: The Movie (1994) Kurama
- Guyver: Dark Hero (1994)
- Long Shadows (1994) (TV)
- Street Fighter II V (1995) Serie TV
- Rakusho! Hyper Doll (1995) (V)
- Fushigi yûgi: Tamahome
- Fushigi yûgi - Il gioco misterioso (1996): Tamahome
- Fushigi yûgi 2 - Il gioco misterioso: Tamahome
- Fushigi yûgi - Eikōden: Tamahome
- Drive (1997)
- Burn, regia di Scott Storm (1998)
- Metal Gear Solid (1998): Solid Snake
- Dual! Paralle lunlun monogatari (1999) Serie TV
- Metal Gear Solid: Special Missions (1999): Solid Snake
- Wild on the Set (2000) Serie TV
- Metal Gear Solid 2: Sons of Liberty (2001): Solid Snake
- Eternal Darkness: Sanity's Requiem (2002): Roman Legionnaire I/Roman Legionnaire II/Angkor Thom guard
- Metal Gear Solid 2: Substance (2002): Solid Snake
- Metal Gear Solid: The Twin Snakes (2004): Solid Snake
- Metal Gear Solid 3: Snake Eater (2004): Naked Snake
- Yakuza (Osamu Kashiwagi)
- Metal Gear Solid 3: Subsistence (2006): Naked Snake
- Metal Gear Solid: Portable Ops (2006): Naked Snake
- Metal Gear Solid: Portable Ops Plus (2007): Naked Snake
- Super Smash Bros. Brawl (2008): Solid Snake
- Metal Gear Solid 4: Guns of the Patriots (2008): Solid Snake
- Metal Gear Solid 2: Digital Graphic Novel (2008): Solid Snake
- Metal Gear Solid: Peace Walker (2010): Naked Snake
- PlayStation All-Stars Battle Royale (2012): Polygon Man
- The Flash serie TV (2014-):Shay Lamden/King Shark
- The Long Dark (2014-): Jeremiah[1]
- Super Smash Bros. Ultimate (2018): Solid Snake
- Bloodstained: Ritual of the Night (2019): Zangetsu
- Yakuza 0: Director's Cut (2025): Osamu Kashiwagi

## Curiosità
- Metal Gear Solid: Integral è stato presentato in inglese con sottotitoli in giapponese. È possibile che a Hideo Kojima piacesse il doppiaggio in inglese, con la voce di Hayter per il personaggio di Solid Snake. La versione giapponese di Metal Gear Solid 2: Substance ha avuto la medesima sorte, probabilmente per la stessa ragione. [senza fonte]
- Nel manuale originale di Metal Gear Solid, la voce di Solid Snake è accreditata a Sean Barker, che altri non è che il nome del personaggio interpretato dallo stesso Hayter in Guyver: Dark Hero.
- Secondo l'utente Chris Ho di Gamefaqs nell'intervista con Paul Eiding, Hayter ha dato la metà della propria paga, al fine di riportare il cast di Metal Gear Solid per il remake, Metal Gear Solid: The Twin Snakes. Questo è il motivo per cui la voce del doppiaggio in The Twin Snakes è stata quasi completamente rifatta con le voci degli stessi attori, fatte salve alcune differenze come il Cyborg Ninja, Greg Eagles, che è stato sostituito da Rob Paulsen.
- In un'intervista svolta da Game Informer con David Hayter nel 2001 si è dimostrato che quest'ultimo ha voluto, ma non confermato, che il film animato di Metal Gear Solid fosse realizzato in CGI possibilmente, in modo da poter dare la voce a Solid Snake. Si è anche proposto come possibile sceneggiatore sotto la supervisione di Hideo Kojima.
- Hayter è conosciuto per essere un grande fan di Black Widow, rivelando inoltre in seguito di aver dato il nome a sua figlia Natasha in onore della protagonista della celebre saga a fumetti.
- Hayter ha scritto una sceneggiatura di 324 pagine per adattare il romanzo grafico "Watchmen" di Alan Moore e David Gibbons al grande schermo. Noto per essere un aspro critico degli adattamenti delle sue opere per il cinema, Moore ha detto che la sceneggiatura di David Hayter era la più fedele che avrebbe potuto immaginare da chiunque si avvicinasse a Watchmen.[2]
- Hayter non è stato scelto per il doppiaggio di Big Boss su Metal Gear Solid V: The Phantom Pain, cedendo il posto a Kiefer Sutherland. Tale decisione è motivata dalla maggior profondità e tenebrosità della voce di Sutherland, che si sposa perfettamente con l'evoluzione "demoniaca" di Big Boss in questo nuovo capitolo della saga, a differenza del tono eroico, caratteristico di Hayter e perfetto per le gesta compiute dai due Snake dei precedenti capitoli.